# (651) Anticlée
(651) Anticlée, désignation internationale (651) Antikleia, est un astéroïde de la ceinture principale découvert le 4 octobre 1907 par l'astronome allemand August Kopff. Sa désignation provisoire était 1907 AN.